# Reyer Venezia Mestre (vrouwenbasketbal)
Reyer Venezia Mestre is een professionele damesbasketbalclub uit Venetië, Italië die uitkomt in de Lega Basket Serie A.

## Geschiedenis
Reyer Venezia Mestre is opgericht in 1925 onder de naam Società Ginnastica Reyer Venezia. Ze werden drie keer Landskampioen van Italië in 1946, 2021 en 2024. Ze wonnen de Italiaanse beker één keer in 2008. Ook wonnen ze de Italiaanse supercup drie keer in 2008, 2020 en 2024. In 2018 stond het team in de EuroCup Women finale, maar ze verloren van Galatasaray uit Turkije over twee wedstrijden met een totaalscore van 140-155. In 2021 stonden ze weer in de finale om de EuroCup Women. Nu verloren ze van Valencia BC uit Spanje met 81-82. In 2022 stonden ze voor de derde keer in de finale om de EuroCup Women. Nu verloren ze van Tango Bourges Basket uit Frankrijk met 38-74.

## Erelijst
- Landskampioen Italië: 3
  - Winnaar: 1946, 2021, 2024
  - Tweede: 1937, 1943, 2009, 2025

- Bekerwinnaar Italië: 1
  - Winnaar: 2008
  - Runner-up: 2004, 2010, 2021, 2023, 2024, 2025

- Supercupwinnaar Italië: 3
  - Winnaar: 2008, 2020, 2024
  - Runner-up: 2021

- EuroCup Women:
  - Runner-up: 2018, 2021, 2022

## Bekende (oud)-coaches
- Andrea Liberalotto
- Andrea Mazzon

## Bekende (oud)-spelers
- Beatrice Attura
- Martina Bestagno
- Elena Paparazzo
- Debora Carangelo
- Antonia Delaere
- Sofie Hendrickx
- Gunta Baško
- Anete Šteinberga
- Gintarė Petronytė
- Olena Ohorodnikova
- Anna Archipova
- Marie Růžičková
- Shannon Johnson
- Deanna Nolan

## Sponsoren
- 1966-1970: Noalex Reyer Venezia
- 1970-1973: Splügen Reyer Venezia
- 1973-1980: Canon Reyer Venezia
- 1980-1984: Carrera Reyer Venezia
- 1984-1987: Giomo Reyer Venezia
- 1987-1990: Hitachi Reyer Venezia
- 1991-1993: Sciani Reyer Venezia
- 1993-1994: Acqua Lora Reyer Venezia
- 1994-1995: San Benedetto Reyer Venezia
- 1998-2001: Panto Reyer Venezia
- 2005-2006: Acqua Pia Antica Marcia Reyer Venezia
- 2006-heden: Umana Reyer Venezia